# Gerald Fleischhacker

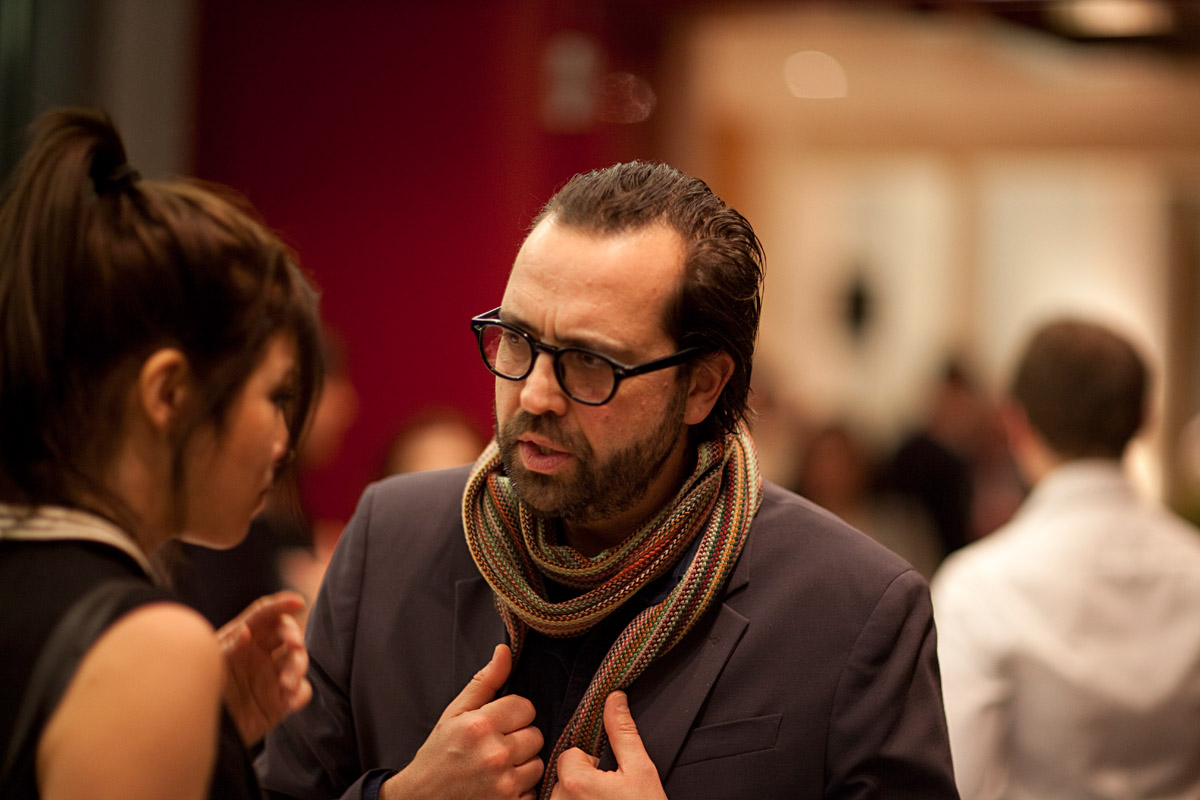
Gerald Fleischhacker (2018)

Gerald Fleischhacker (* 6. April 1971 in Graz) ist ein österreichischer Kabarettist, Autor und Moderator.

## Leben
Gerald Fleischhacker wurde als Sohn des Fußballspielers Günther Fleischhacker (* 1944), der in den 1960er Jahren unter anderem beim Grazer AK gespielt hatte, geboren. Nach der Matura an einer Handelsakademie begann er verschiedene Studien wie Betriebswirtschaftslehre, Jus, Englisch und Japanisch. Als Radiomoderator begann er beim slowenischen Sender Radio Maribor International (RMI, heute Radio SI), später wechselte er zu Antenne Steiermark und zu Radio 88.6 sowie zum ORF, wo er unter anderem auf Radio Wien und Ö3 moderierte.
2010 beendete er seine Karriere als Radiomoderator und feierte mit seinem ersten Solo-Kabarettprogramm Alles muss raus Premiere. 2013 folgte sein zweites Solo-Kabarettprogramm Feinkost, mit diesem war er im Rahmen der Hyundai Kabarett-Tage im ORF zu sehen.
2010 nahm er an der zweiten Staffel der ORF-Sendung Das Match teil, 2013 war er Teilnehmer eines Promi-Specials der Millionenshow. Im ORF war er außerdem als Mitglied des Rateteams von Was gibt es Neues? zu sehen.
Gemeinsam mit Rudi Roubinek, Klaus Oppitz und Mike Bernard gründete er 2008 Die Tafelrunde. Das Autoren-Kollektiv schreibt unter anderem die Moderationen für Wir sind Kaiser. Im Rahmen der Romyverleihung 2016 wurden sie mit einer Romy für die beste Programmidee für Bist Du deppert! ausgezeichnet. Seit April 2015 zeigt er auf Puls 4 im Rahmen dieser Sendung Fälle von Steuerverschwendung auf. Außerdem war er des Öfteren Gast bei der Puls4 Unterhaltungsshow Sehr witzig?! – Der Witze-Stammtisch.
Mit Rudolf Fußi entwickelte er das Programm Rudi Fußi – Jetzt rede ich! Ein Politikberater packt aus. Seit Oktober 2018 präsentiert er das Kabarettformat Die Tafelrunde auf ORF III. Im Juli 2019 war er beim Wiener Kabarettfestival mit Fleischhacker’s Gustostückerl vertreten. Am 30. Dezember 2019 präsentierte er auf ORF 1 den satirischen Jahresrückblick Schluss mit lustig mit Andreas Vitasek, Alex Kristan, Gery Seidl, Nadja Maleh, Aida Loos und Klaus Eckel. Im Jänner 2020 feierte er mit seinem vierten Soloprogramm Am Sand! im CasaNova Vienna Premiere. Im Rahmen der Romyverleihung 2020 wurde er für eine Publikumsromy in der Kategorie Show/Unterhaltung nominiert. Gemeinsam mit Caroline Athanasiadis präsentierte er ab September 2021 die ORF-Ranking-Show Meine großen 10.
Auf Puls4 stellte er sich Anfang 2023 in sechs Ausgaben der Sendung Cooking Comedians gemeinsam mit Hauben-Köchin Viktoria Fahringer Herausforderern aus Kulinarik, Bühne und der Influencer-Szene. Im April 2023 feierte er mit dem Kabaret-Soloprogramm Lustig!? im CasaNova Vienna Premiere. Im Juni 2023 trat er beim Donauinselfest im ORF-III-Kulturzelt auf. Neben Stephan Klinger, Elisabeth Springler und Nera Palinic wurde er 2023 Mitglied der finance busters, einer Initiative der Wirtschaftskammer zur Erklärung von wirtschaftlichen Zusammenhängen und Finanzbegriffen.

## Programme
- 2010: Alles muss raus
- 2013: Feinkost
- 2017: Ich bin ja nicht deppert![25]
- 2020: Am Sand![17]
- 2023: Lustig!?[22]

## Publikationen
- Guten Morgen! Mit Schwung in einen erfolgreichen Tag, gemeinsam mit Hademar Bankhofer, Herbig-Verlag, München 2004, ISBN 978-3-7766-2371-0

## Auszeichnungen und Nominierungen
- Romyverleihung 2016 – Auszeichnung für die beste Programmidee für Bist Du deppert![11]
- Romyverleihung 2020 – Nominierung in der Kategorie Show/Unterhaltung[18]